# Хадис
Хади́с (араб. الحديث) — запис традицій або висловлювань пророка Мухаммада. Хадис шанується і вважається основним джерелом релігійного права і морального керівництва, поступаючись лише авторитету священної книги ісламу Корану. Можна визначити як біографію Мухаммада, увічнену довгою пам'яттю його громади

## Етимологія
Слово «Хадис» походить від арабського кореня, що означає «відбутися», а отже «розповісти, що відбувається», «переказати/доповісти», «повідомити новину», або «обговорити». У спілкуванні слово «Хадис» означає історію, бесіду: релігійну, світську або історичну. В ісламському дискурсі це слово використовується для позначення «пророчої традиції».

## Історія
Традиції життя Мухаммада та ранньої історії ісламу передавалися переважно усно протягом понад ста років після смерті Мухаммада (в 632 році н. е.). Мусульманські історики кажуть, що халіф Усман ібн Аффан (третій халіф Праведного халіфату, або третій наступник Мухаммада, який раніше був секретарем Мухаммада), вперше переконує мусульман записувати хадис, як Мухаммад заповідав деяким своїм послідовникам записувати його слова і дії.
Праці Усмана були перервані його вбивством в 656 році.
За словами британського історика арабського світу Альфреда Гійома, «напевно», «кілька невеликих збірок хадисів» були «зібрані за часів Омеядів».".
В ісламському праві впровадження хадисів, відбувалося поступово. На думку таких вчених, як Джозеф Шахт, Ігнац Гольдзіхер і Данило В. Браун, ранні школи ісламської юриспруденції використовували настанови сподвижників Пророка, постанови халіфів і практики. На смертному ложі халіф Умар велів мусульманам, раннім мусульманам (Мухаджірун), які емігрував до Медіни разом з Мухаммадом, жителям Медіни, які вітали та підтримували Мухаджірун (Ансар), народу пустелі й громадам євреїв і християн (аль аль-Дхімма), що знаходяться під захистом звернутися до Корану.
На думку вчених Харальда Мотцкі та Деніела В. Брауна. Найранішими ісламськими правовими міркуваннями, які прийшли до нас, були «практично вільні хадіси», але поступово, протягом другого століття нашої ери, «було проникнення і включення Речових хадисів в ісламську юриспруденцію».
Саме Абу Абдулах Мухаммад ібн Ідріс аль-шафі'і (150—204 р хіджри), відомий як аль-Шафі'і, підкреслив остаточну владу хадісу Мухаммада, так що навіть Коран "слід тлумачити у світлі традицій (тобто хадисів), а не навпаки." Хоча традиційно Коран вважається вище Сунни, Аль-Шафі'і «рішуче стверджував», що Сунну варто позиціювати «нарівні з Кораном» (на думку вченого Данила Брауна) та як висловився Ас-Шафі'і «веління Пророка — це веління Аллаха».
У 851 році раціоналістична школа мислення Мутазиліти занепала в Аббасідському халіфаті. Мутазиліти зіткнулася з традиціоналістами, які шукали буквальний сенс Корану і сприймали хадис за істину. Хоча Коран був офіційно складений і затверджений, хадиси — ні. Крім того, число хадисів значно збільшилося. Хоча Малик ібн Анас приписував Мухаммаду лише 1720 розповідей або вчинків, вже немає нічого незвичного в тому, щоб знайти людей, які зібрали в сто разів більше хадисів.
Зіткнувшись з величезною кількістю різноманітних традицій, вони підтримували різні точки зору щодо низки спірних питань, деякі з яких прямо суперечили одне одному — ісламські вчені Аббасидів намагалися автентифікувати хадис. Вчені мали вирішити, які хадиси є справжніми, а які — придумані в політичних або богословських цілях. Для цього вони використовували ряд заходів, які мусульмани зараз називають наукою хадиса.

## Особливості Хадиса
Кожний хадис мав мати безперервний ланцюжок переповідачів — існад, тобто перелік усіх осіб, які брали участь в передачі, починаючи від сподвижника (сахаба), який вперше озвучив хадис. Чим більше непересічних ланцюжків відповідало хадису, тим достовірнішим він вважався. Однак наявність безперервного існада була необхідною, але недостатньою умовою визначення достовірності хадиса. Після складання ланцюжка мухаддіси також перевіряли біографії самих переповідачів.
Якщо були відомості, що переповідач мав погану пам'ять, був психічно неврівноваженим або просто мав славу нечесної людини, його вважали слабким переповідачем і переданий ним хадис не приймали як достовірний. За ступенем достовірності хадиси класифікуються на достовірні (сахіх), хороші (хасан), слабкі, недостовірні і вигадані.
Хадиси це не просто перекази. Мухаммед говорив, що та людина, яка стане приписувати йому те, чого він не говорив, неодмінно займе своє місце у вогні. Ці слова впливали на побожних сподвижників. Суть хадисів полягає в тому, що вони розкривають більш детально приписи, які містяться в Корані. Наприклад, в Корані говориться, що потрібно здійснювати намаз. Хадиси ж розповідають, як саме потрібно це робити.
Один із сподвижників пророка Мухаммеда Абу Хурайра розповів 5354 Хадисів.
Муххаддіси
Вважається, що найвідоміший муххадіс — це імам Мухаммед ібн Ісмаїл аль-Бухарі (810—870), який обробив близько 700 тисяч хадисів, з яких лише 7400 включив у свою збірку аль-Джамі 'ас-Сахих, тобто трохи понад 1 %. Решта хадисів аль-Бухарі вважав непевними або слабкими.
Імам Ахмада ібн Ханбала зробив збірку аль-Муснад, яка містить 40 тисяч хадисів, а всього Ібн Ханбал обробив близько 1 мільйона хадисів.

## Вплив, типи, школи
Вплив
1. Хадис зробив глибокий і суперечливий вплив на тафсір (коментарі до Корану). Найбільш ранні коментарі до Корану, відомому як Тафсир ібн Аббас, іноді приписують компаньйонові Ібн Аббаса.
2. Хадиси використовувалися в формуванні основ шаріату (системи релігійного права, що становить частину ісламської традиції) і фикга (ісламської юриспруденції). Хадис лежить в основі того, чому в ісламі немає єдиної системи ісламської юриспруденції, а є набір паралельних систем в Ісламі.
Велика частина ранньої ісламської історії, яка доступна на сьогодні, також ґрунтується на хадисах, хоча і заперечується через відсутність основи в первинних джерелах і внутрішніх протиріч вторинного матеріалу.
Типи
Хадисом може бути хадис аль-Кудсі (священний хадис) — що деякі мусульмани вважають словами Бога — або хадис Шаріф (благородний хадис), які Мухаммад вимовляє сам. За словами Саїда аш-Шаріфа аль-Джурджані, хадіси аль-кудсі відрізняються від Корану тим, що перші «виражаються словами Мухаммада», а другі — «прямими словами Бога». Хадіс аль-Кудс не обов'язково повинен бути сахі (звуковий хадис).
Прикладом хадису аль-Кудс є хадис Абу Хурайри, який розповів, що Мухаммад сказав:
```
Коли Бог постановив створити Творіння, Він заприсягнувся, записавши Себе у Своїй книзі, що лежить у Нього: Милосердя Моє переважає над гнівом Моїм.
```

У шиїтській школі думки є дві фундаментальні точки зору на тему хадисів: погляд Ахбара і погляд Усуля. Усулійські вчені підкреслюють важливість наукового вивчення хадисів з використанням іджтихаду, в той час, як Ахбарійські вчені вважають автентичними всі хадіси з чотирьох шиїтських книг.
Різні школи
Різні гілки ісламу належать до різних колекцій хадисів, хоча одна і та є подія може бути виявлена в різних хадисах та напрямах:
- У сунітській гілки ісламу канонічні хадиси представлені шістьма книгами, з яких найбільший статус зазвичай мають Сахих аль-Бухари і Сахих Муслима. Інші книги хадисів — Сунан Абу Давуд, Джамі'ат-Тірміді, ас-Сунан ас-Сугров і Сунан ібн Маджа. Однак Малікі, одна з чотирьох сунітських «шкіл думки» (Мазгаб), традиційно відкидають сунітського ібн Маджі та стверджують канонічний статус імама Муватта Маліка.
- У гілці ісламу Імамітів канонічні хадиси представлені чотирма книгами: Кітаб аль-Кафи, Ман ла яхдуруху аль-Факи, Тахдіб аль-Акам і Аль-Істібсар.
- В ісламській гілці Ібадитів головна канонічна колекція — «Тартіб аль-Муснад». Це розширення ранньої колекції Джамі сахих, яка зберігає канонічний статус.
- Шиїтські секти ісмаїлітів використовують хадис «Даім аль-Іслам».

• Ахмадійська секта в цілому покладається на сунітські канони.
- Деякі невеликі групи, колективно відомі як Кораністи, взагалі заперечують авторитет Хадисів.

В цілому, різниця між шиїтськими і сунітськими напрямами полягає в тому, що шиїти віддають перевагу хадисам, які приписуються сім'ї Пророка і близьким соратникам (Ахль аль-Байт), а суніти не розглядають сімейну лінію при оцінці хадісу і сунни, озвученої будь-яким з 12 тисяч соратників Мухаммада.

### Основні постулати
- категорична заборона вина та іншого алкоголю навіть у медичних цілях чи у виробництві оцту.